# ASKA CONCERT 2012 昭和が見ていたクリスマス!? Prelude to The Bookend
『ASKA CONCERT 2012 昭和が見ていたクリスマス!? Prelude to The Bookend』（アスカ・コンサート・2012 しょうわがみていたクリスマス!? プレリュード・トゥー・ザ・ブックエンド）は、ASKAの映像作品。2012年10月17日にBlu-rayで発売された。発売元はユニバーサルミュージック。

## 解説
2012年1月、アルバム『BOOKEND』を引っ提げ、日本武道館で行ったコンサート『ASKA CONCERT 2012 昭和が見ていたクリスマス!? Prelude to The Bookend』。本作はそのコンサートの模様が収録されている。
本作はBlu-rayのみの発売で、DVDの発売予定はない。
アルバム『SCRAMBLE』と同時発売。

## 収録曲
1. Love Is A Many-Splendored Thing
作詞：ポール・フランシス・ウェブスター　作曲：サミー・フェイン
2. Smile
作詞：ジョン・ターナー／ジェフリー・パーソンズ　作曲：チャールズ・チャップリン
3. My Life
作詞・作曲：ビリー・ジョエル
4. Let It Snow! Let It Snow! Let It Snow!
作詞：サミー・カーン　作曲：ジュール・スタイン
5. また逢う日まで
作詞：阿久悠　作曲：筒美京平
尾崎紀世彦のカバー。
6. 天使の誘惑
作詞：なかにし礼　作曲：鈴木邦彦
黛ジュンのカバー。
7. 廃虚の鳩
作詞：山上路夫　作曲：村井邦彦
ザ・タイガースのカバー。
8. あの鐘を鳴らすのはあなた
作詞：阿久悠　作曲：森田公一
和田アキ子のカバー。
9. 木綿のハンカチーフ
作詞：松本隆　作曲：筒美京平
太田裕美のカバー。この楽曲は後の2012年3月に配信限定シングルとしてもリリースされている。
10. ここに幸あり
作詞：高橋掬太郎　作曲：飯田三郎
大津美子のカバー。この楽曲は後に改めてレコーディングされ、カバー・アルバム『「僕にできること」いま歌うシリーズ』に収録され、音源化された。
11. MOON LIGHT BLUES
作詞・作曲：ASKA
12. Stardust
作詞：ミッチェル・パリッシュ　作曲：ホーギー・カーマイケル
13. What A Wonderful World
作詞・作曲：ボブ・シール／ジョージ・デヴィッド・ワイス
14. 歌の中には不自由がない
作詞・作曲：ASKA
15. 朝をありがとう
作詞・作曲：ASKA
当時は未発表だった楽曲。この楽曲は後にアルバム『SCRAMBLE』に収録された。
16. 思い出すなら
作詞・作曲：ASKA
17. 僕はこの瞳で嘘をつく
作詞・作曲：ASKA
18. 夢のかなた
作詞・作曲：ASKA
19. BROTHER
作詞・作曲：ASKA
20. 月が近づけば少しはましだろう
作詞・作曲：ASKA
21. 野いちごがゆれるように
作詞・作曲：ASKA
22. 世界にMerry X'mas
作詞・作曲：ASKA
23. 見上げてごらん夜の星を
作詞：永六輔　作曲：いずみたく
坂本九のカバー。

## ASKA CONCERT 2012 昭和が見ていたクリスマス!? Prelude to The Bookend (アルバム)
『ASKA CONCERT 2012 昭和が見ていたクリスマス!? Prelude to The Bookend』（アスカ・コンサート・2012 しょうわがみていたクリスマス!? プレリュード・トゥー・ザ・ブックエンド）はASKAの配信限定ライブ・アルバム。

### 解説
2012年1月21日と22日に日本武道館で行われたコンサート『ASKA CONCERT 2012 昭和が見ていたクリスマス!? Prelude to The Bookend』の模様を収録。iTunes Store限定配信。
ライブ音源の配信は、2011年6月に配信された『ASKA CONCERT TOUR 10>>11 FACES』に続き3作目となる。

#### 収録曲
| #   | タイトル                                   | 作詞                                       | 作曲                                       |
| --- | ------------------------------------------ | ------------------------------------------ | ------------------------------------------ |
| 1.  | 「Love Is A Many-Splendored Thing」        | ポール・フランシス・ウェブスター           | サミー・フェイン                           |
| 2.  | 「Smile」                                  | ジョン・ターナー／ジェフリー・パーソンズ   | チャールズ・チャップリン                   |
| 3.  | 「My Life」                                | ビリー・ジョエル                           | ビリー・ジョエル                           |
| 4.  | 「Let It Snow! Let It Snow! Let It Snow!」 | サミー・カーン                             | ジュール・スタイン                         |
| 5.  | 「また逢う日まで」                         | 阿久悠                                     | 筒美京平                                   |
| 6.  | 「天使の誘惑」                             | なかにし礼                                 | 鈴木邦彦                                   |
| 7.  | 「廃虚の鳩」                               | 山上路夫                                   | 村井邦彦                                   |
| 8.  | 「あの鐘を鳴らすのはあなた」               | 阿久悠                                     | 森田公一                                   |
| 9.  | 「木綿のハンカチーフ」                     | 松本隆                                     | 筒美京平                                   |
| 10. | 「ここに幸あり」                           | 高橋掬太郎                                 | 飯田三郎                                   |
| 11. | 「MOON LIGHT BLUES」                       | ASKA                                       | ASKA                                       |
| 12. | 「Stardust」                               | ミッチェル・パリッシュ                     | ホーギー・カーマイケル                     |
| 13. | 「What A Wonderful World」                 | ボブ・シール／ジョージ・デヴィッド・ワイス | ボブ・シール／ジョージ・デヴィッド・ワイス |
| 14. | 「歌の中には不自由がない」                 | ASKA                                       | ASKA                                       |
| 15. | 「朝をありがとう」                         | ASKA                                       | ASKA                                       |
| 16. | 「思い出すなら」                           | ASKA                                       | ASKA                                       |
| 17. | 「僕はこの瞳で嘘をつく」                   | ASKA                                       | ASKA                                       |
| 18. | 「夢のかなた」                             | ASKA                                       | ASKA                                       |
| 19. | 「BROTHER」                                | ASKA                                       | ASKA                                       |
| 20. | 「月が近づけば少しはましだろう」           | ASKA                                       | ASKA                                       |
| 21. | 「野いちごがゆれるように」                 | ASKA                                       | ASKA                                       |
| 22. | 「世界にMerry X'mas」                      | ASKA                                       | ASKA                                       |
| 23. | 「見上げてごらん夜の星を」                 | 永六輔                                     | いずみたく                                 |